# ヨアヒム・ヘルビッヒ
ヨアヒム・ヘルビッヒ（Joachim Helbig, 1915年9月10日 - 1985年10月5日）は、第二次世界大戦時のドイツ空軍爆撃部隊のパイロットである。480回の作戦行動で18万2,000トン数に上る連合国軍船舶を撃沈した。
ヨアヒム・ヘルビッヒは1915年に生まれ、1936年にドイツ空軍へ入隊した。第二次世界大戦が始まると第1教導航空団（LG 1）で観測員を務め、ポーランド侵攻に参加した。更にノルウェー侵攻、オランダにおける戦い、ベルギーの戦い、フランス侵攻に参加し、これらの戦いでの功績により1940年11月9日に騎士鉄十字勲章を授与された。その後地中海戦域へ転戦し、マルタや英地中海艦隊への攻撃、ドイツアフリカ軍団（DAK）への支援に参加した。1942年9月28日にヘルビッヒは、エルヴィン・ロンメル陸軍元帥の1942年夏の攻勢の支援と18万2,000トン数の敵船舶を撃沈した功により20番目の柏葉・剣付騎士鉄十字勲章受章者となった。
当初ヘルビッヒは作戦飛行を禁じられ、空軍の爆撃部隊を掌握する高級将校である爆撃航空兵総監（General der Kampfflieger）の兵監となった。1943年8月に連合国軍のイタリア侵攻に対峙するLG 1の航空団司令に就任し、ヨーロッパでの戦争の終幕にはLG 1と第200爆撃航空団（KG 200）の残存部隊を率いて東部戦線で戦った。
戦後、ヘルビッヒはベルリンの醸造業者の支配人の職に就いた。ヨアヒム・ヘルビッヒは、1985年のある日、スペイン旅行への途上で自動車事故に遭い、その2日後の10月5日にマレンテで死去した。

## 軍歴
ヨアヒム・ヘルビッヒは1915年9月10日にザクセン王国のダーレンにあるベルルン（Börln）と呼ばれる集合住宅で生まれた。田舎育ちの乗馬が大好きな少年であった。1935年に軍務に志願し、最初の1年間はドレスデンの第4砲兵連隊（Artillerieregiment 4）に配属された。1936年秋にレヒフェルト（Lechfeld）の爆撃機学校（Kampffliegerschule）へ転属となり、1937年4月に観測員と機上銃手としての訓練を終了するとシュヴェリーンの第152爆撃航空団（KG 152）「ヒンデンブルク」/第III飛行隊に配属された。1938年11月1日にKG 152/第III飛行隊は第1教導航空団（LG 1）/第II飛行隊となり、ヘルビッヒはそこで非公式の操縦訓練を開始した。
ヘルビッヒの2人の友人フリッツ・ゾーラー（Fritz Sohler）中尉とゲルハルト・シュレーダー（Gerhard Schröder）中尉は観測員のヘルビッヒに操縦を教え、ヘルビッヒは多発航空機に習熟していることを示す「C免許」として知られる空軍高等操縦免許（Erweiterter Luftwaffen-Flugzeugführerschein）を取得した。ヘルビッヒの受けた非公式の訓練は全ドイツ空軍の爆撃部隊の中でもユニークなものであった。

### ポーランド、ノルウェー、フランス侵攻

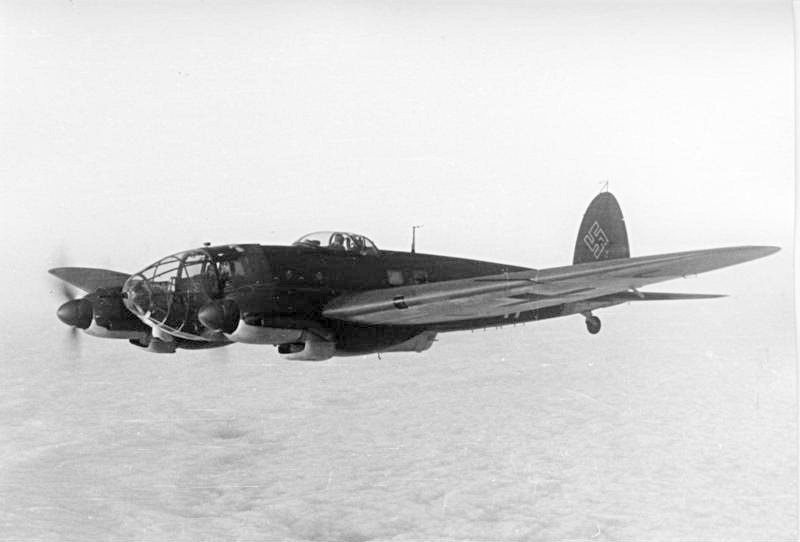
ハインケル He 111爆撃機

第二次世界大戦が勃発した時ヘルビッヒ少尉は、まだハインケル He 111爆撃偵察機（Kampfliegeraufklärung）の観測員であった。ポーランド侵攻3日目のポーランド上空での偵察任務中にヘルビッヒはポーランド軍の偵察機を撃墜したが、その翌日オートバイ事故で負傷した。この怪我によりポーランドでの作戦にはそれ以上は参加できなかったが、二級鉄十字章を授与された。1939年10月には北海での英本国艦隊へ対する作戦に何度か参加したが、大したことは起こらなかった。
1940年4月9日にノルウェーで「ヴェーザー演習作戦」が開始された時には操縦訓練を終了していたヘルビッヒは、特にナルヴィク地域の地上部隊を重点的に支援するために飛行した。この作戦でオールボーを離陸したHe 111機は英軍の拠点を低空で攻撃していたが、ある出撃でヘルビッヒ機の航空機関士は重傷を負い、左エンジンが高射砲に打ち抜かれた。ノルウェーでの戦闘に参加したことによりヘルビッヒはナルヴィク・シールドを授与された。
1940年5月にオランダ、ベルギー、フランスへの侵攻が開始されるとヘルビッヒはユンカース Ju 88を装備するLG 1/第4飛行中隊の飛行中隊長に任命され、1941年11月5日までその地位に留まった。ダンケルクの戦いのある出撃でヘルビッヒ機は敵機の迎撃を受け、片側のエンジンを被弾しヘルビッヒを含む3名の搭乗員も各々様々な程度の傷を負った。フランス侵攻での功績により一級鉄十字章を授与され、フランス降伏後の1940年7月19日にヘルビッヒは早くも大尉に昇進した。

### バトル・オブ・ブリテン
1940年8月15日にヘルビッヒと9機のJu 88で編成された中隊は、主攻撃目標のワーシーダウン空軍基地を目指して4:45 pmにオルレアンを離陸した。LG 1のJu 88、第1急降下爆撃航空団のユンカース Ju 87と護衛の第2駆逐航空団、第27戦闘航空団、第53戦闘航空団の編隊がイギリス海峡を横断すると英第10飛行団と英第11飛行団の戦闘機の迎撃を受けた。ドイツ側の200機以上の混成攻撃戦力は14個飛行隊からなる170機の英軍戦闘機に迎撃され、この作戦はヘルビッヒの第4飛行中隊にとり惨劇となった。重度に被弾したヘルビッヒ機のみが何とか友軍が掌握する地へ帰還し、第4中隊所属の部下の大半32名は英軍の捕虜となった。
バトル・オブ・ブリテンの進行中にヘルビッヒは産業標的爆撃の専門家としての才能を開花させ、100回以上の作戦飛行であげた戦功により騎士鉄十字勲章を授与された。勲章を授与されることを望んでいた時にヘルビッヒは、122回の作戦飛行に出撃していた。
絶体絶命と思われる状況をヘルビッヒが生き残れたのは素晴らしい搭乗員のお蔭であり、この中には1941年8月30日にドイツ空軍の通信士で初めて騎士鉄十字勲章を授与されたフランツ・シュルント（Franz Schlund）曹長がいた。リヴァプールのウォーリントン・プロペラ製作所（Warrington Propeller Works）への爆撃ではシュルントは搭載機銃の１丁で攻撃してくる敵戦闘機を撃退し、イーストハムにあるマンチェスター運河の閘門やペンローズの訓練飛行場への攻撃での作戦成功に貢献した。シュルントは200回以上の作戦行動で敵戦闘機による13回の攻撃を撃退した。

### 北アフリカと地中海での作戦

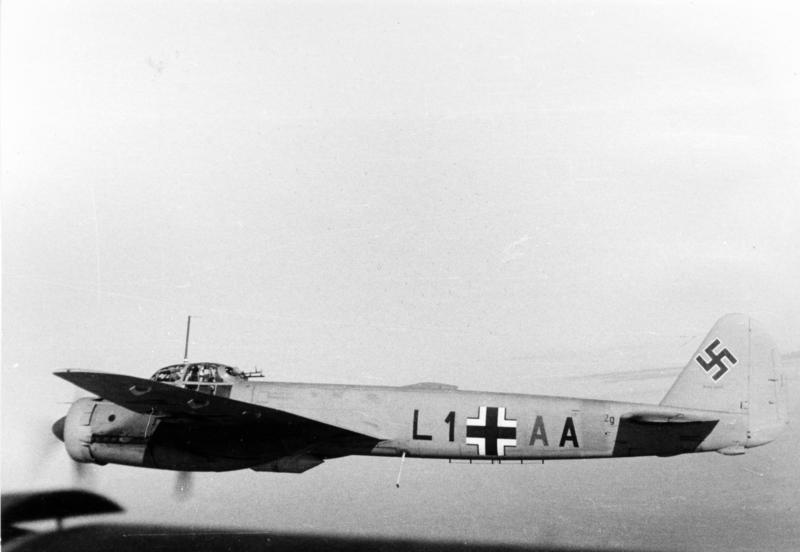
北アフリカ上空を飛行するLG 1のユンカース Ju 88（1941年9月）

LG 1/第4飛行中隊は、1941年の聖金曜日の夜にピレウスの港に停泊する英国船を攻撃する命令を受けた。この月夜の作戦中にヘルビッヒは、おそらく「エレニス」（Ellenis）と思われる兵員輸送船（この船はギリシャ軍の病院船としても使用されていた）を降下爆撃で撃沈した。1941年11月5日にヘルビッヒはクノー・ホフマン（Kuno Hoffmann）大尉の後を継いでLG 1/第1（爆撃）飛行隊の指揮官に就任した。220回の作戦に出撃しドイツ空軍で最も若い飛行隊長の一人となったヘルビッヒは、300回の作戦飛行を達成した後の1942年1月16日に柏葉付騎士鉄十字勲章を授与された。1942年のトブルク強襲での堅固に防御された要塞への10日連続の爆撃任務ではヘルビッヒは1晩で2回の出撃を行った。イラクリオン奪取では1回の出撃で4から4.5トンの爆弾を投下した。
1942年5月11日にLG 1/第1（爆撃）飛行隊の5機のJu 88がクレタ島南の海域への武装哨戒飛行に飛び立った。正午前にオットー・ロイペルト（Otto Leupert）曹長機の搭乗員がクレタ島の南約100キロメートル (62 mi)のquadrant 5574/23 東を哨戒中に4隻の英海軍の駆逐艦、ジャーヴィス、キプリング、ジャッカルとライヴリーを発見し、ヘルビッヒには即座に無線で通報された。4隻の駆逐艦は正午頃にはクレタ島とトブルクの間を航行中で、12:35 pmにドイツ軍の偵察機に再び発見された。2:30 pmにLG 1/第1（爆撃）飛行隊の14機のJu 88が各々2発の500-キログラム (1,100 lb)爆弾と2発の250-キログラム (550 lb)爆弾を携行してquadrant 6450/23 東に向けて発進した。長距離戦闘機として英第272飛行隊のブリストル ボーフォート雷撃機が駆逐艦の護衛についていたがJu 88は攻撃を開始し、ライヴリーがロイペルト曹長機の攻撃を受けて3:30 pmに沈没した。給油と武器の再装填を行った後でロイペルトに率いられた第2波の攻撃は駆逐艦を捕捉し損ねた。
ヘルビッヒ大尉に率いられたLG 1/第1飛行隊の7機の第3波がイラクリオンを離陸した。この編隊には経験豊富なベテランのイロ・イルク（Iro Ilk）中尉、バックハウス（Backhaus）中尉、ゲルハルト・ブレナー（Gerhard Brenner）少尉とオットー・ロイペルト曹長がいた。既に日没を迎えていたがこの7機は駆逐艦を攻撃し、10分間で3隻中2隻を撃沈した。ヘルビッヒはキプリングに照準を定め、投下された4発の爆弾は駆逐艦の船体中央に命中した。キプリングは北緯32度23分 東経26度11分 / 北緯32.39度 東経26.19度の地点で沈没した。ジャッカルは数発の命中弾を受け英国は航行不能となった船体を味方の港まで曳航しようとしたが、翌日ジャーヴィスにより沈没させられた。この功績によりヘルビッヒは1942年5月13日に2回のうちの最初となる「国防軍軍報」に採り上げられた。国防軍軍報は全ての前線の戦況を毎日報じる「国防軍最高司令部」によるラジオ放送である。ヘルビッヒの名は敵側にも広く知られるようになり、英国は彼の飛行隊のことを「ヘルビッヒ飛行隊」（The Helbig Flyers）と呼んだ。
ヘルビッヒはマルタの戦いの支援で数回の作戦飛行を行い、1942年9月28日に20番目の柏葉・剣付騎士鉄十字勲章を授与された。それまでに18万2,000トン数の敵船舶を沈めていた。1942年11月のアルジェリアとチュニジアでの敵の上陸作戦（トーチ作戦）への防衛では、1万トン数の軍需物資を積載したUSS リードストウンをアルジェリア沖で沈めた。

### 爆撃航空兵総監

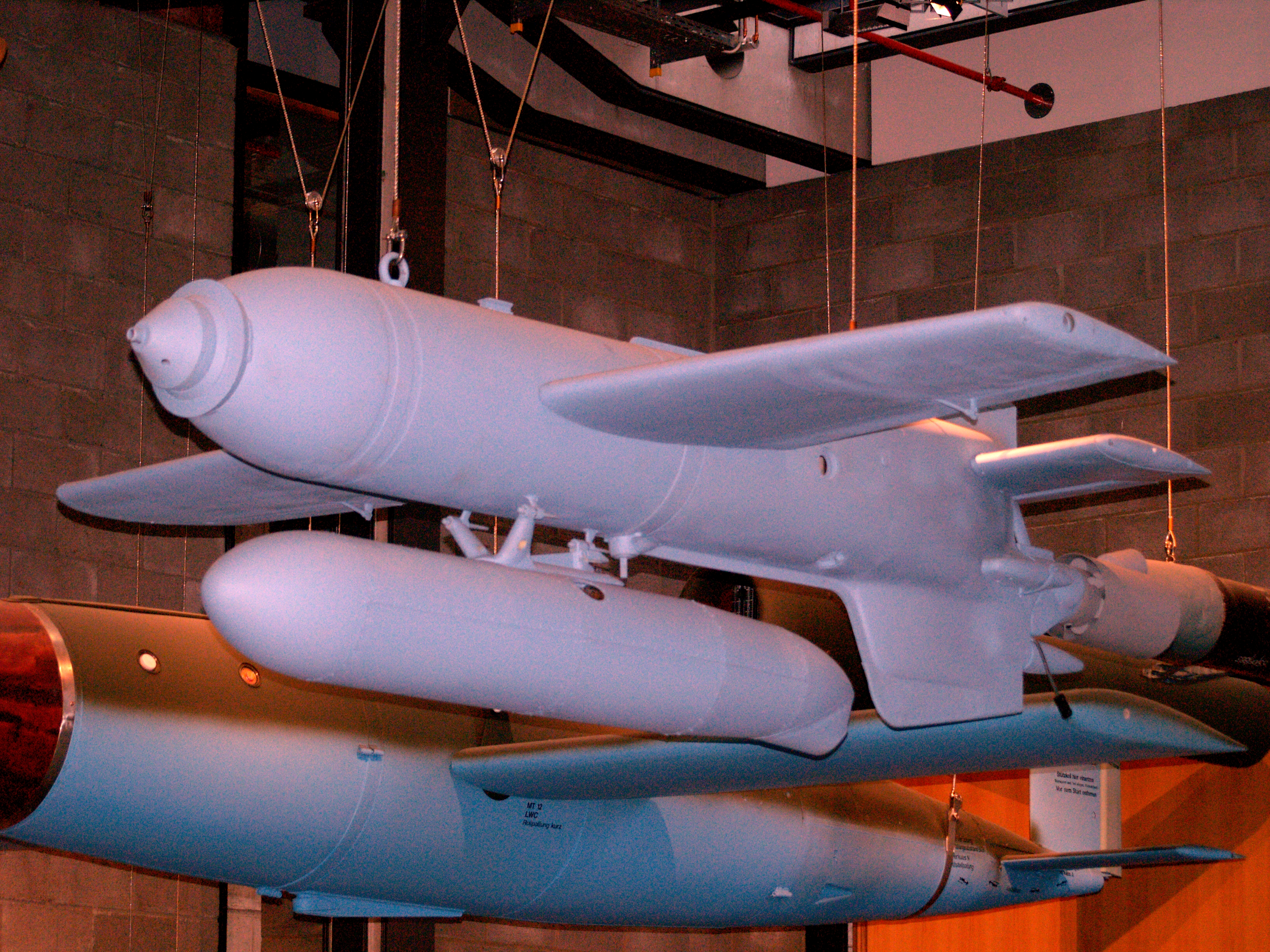
ヘンシェル Hs 293滑空爆弾

1943年1月にヘルビッヒは「爆撃航空兵総監」の要員に兵監（inspector）として転属となった。3月には爆撃航空兵総監の任務を果たし、9月1日にこの役割により中佐へ特別昇進した。作戦の実務経験の少ないアルベルト・ケッセルリンク元帥を含む上司達との数々の意見の相違や対立の末にヘルビッヒは実戦部隊へ転属となり、1943年8月14日にウィーナー・ノイシュタットに駐留するLG 1の航空団司令に任命された。
ヘルビッヒの率いる航空団は1944年1月22日のシングル作戦の開始からイタリアのアンツィオとネットゥーノの連合国軍の上陸地点と対峙した。23日にLG 1は11機を失いながらもヘンシェル Hs 293滑空爆弾を使用してHMS ジェーナスを撃沈し、再度HMS ジャーヴィスに甚大な損害を与えた。1月30日にイタリアでヘルビッヒの乗機Ju 88 L1+AM機はアメリカ陸軍航空軍の爆撃機からの攻撃を受けて破壊された。この機体はヘルビッヒ自身しか操縦しない専用機であり、1,000時間以上の作戦飛行を生き延びた唯一のJu 88であった。コルシカ島の連合国軍の飛行場に対する攻撃が成功した後、1944年5月28日にヘルビッヒは2度目となる国防軍軍報での言及を受けた。

### 本土防衛
1944年6月6日にLG 1は連合国軍のフランス侵攻の間の防空任務のためにベルギーへの移動を命じられたが、ヘルビッヒは南フランスの好ましくない天候と当該空域での敵戦闘機の活発な活動により相当の損失を覚悟しなくては如何なる移動も困難であることを憂慮して移動を延期した。ヘルビッヒは命令不服従により「第2航空艦隊」から告発されたが、低気圧が通り過ぎるとすぐさま航空団を移動させ、部隊は夕暮れ時には1機の損失も無くベルギーに到着した。
ヘルビッヒの軍法会議は既に始まっていたが、彼の決断が航空団の戦力と即応能力を維持するために決定的に重要な判断であったことが証明され、この告発は取り下げられた。これと時を同じくしてヴォルフラム・フォン・リヒトホーフェン空軍元帥が以前から何度も提案していたヘルビッヒの大佐への昇進が1944年7月1日になされた。その後ヘルビッヒの航空団は迫りくる連合国軍の船団に対する攻撃で幾らかの成功を収めたが、連合国軍の戦闘機が姿を現し始めるとLG 1は甚大な損害を被ることになった。

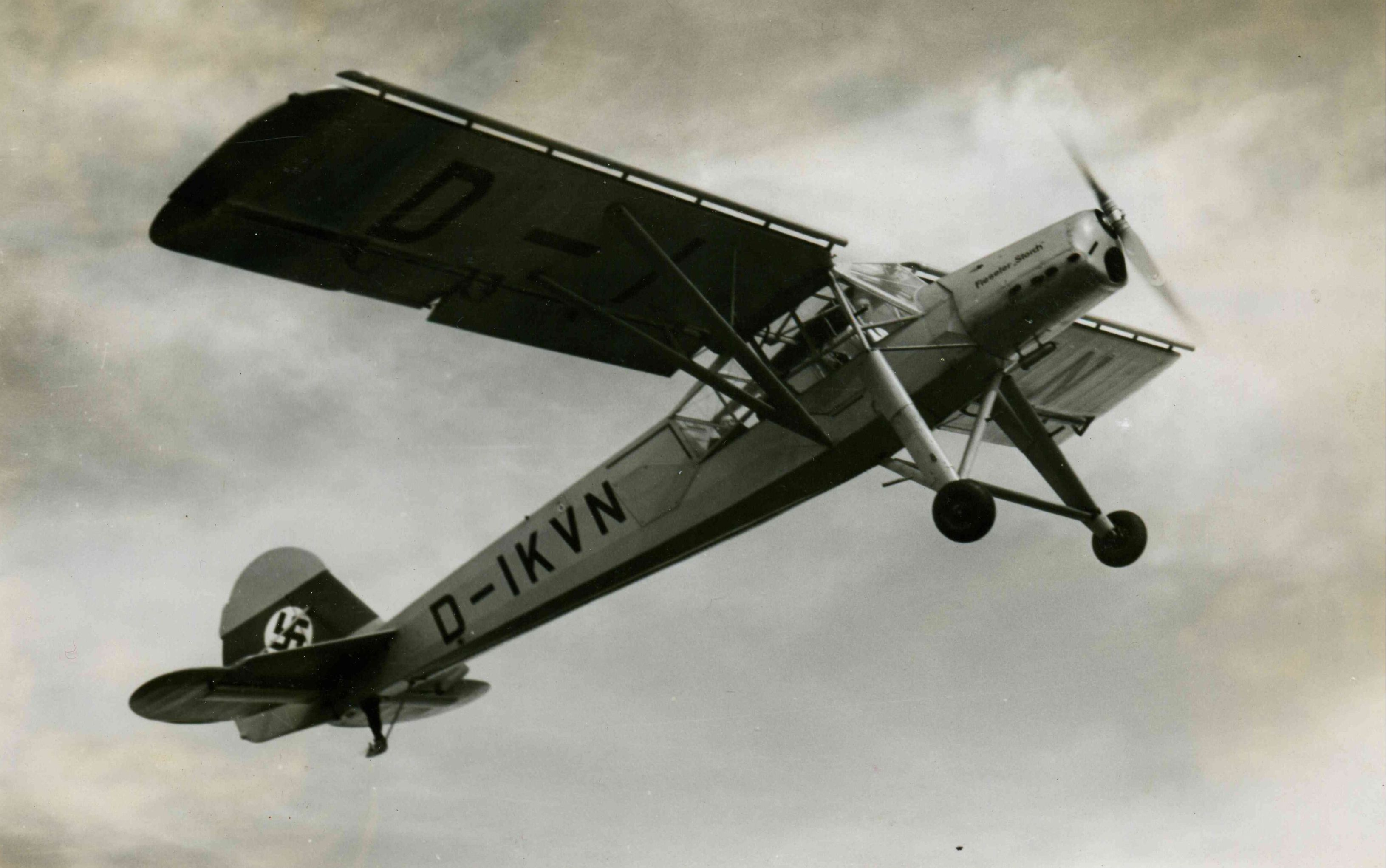
フィーゼラー Fi 156 シュトルヒ

本土防衛戦でヘルビッヒは地上攻撃と偵察を兼務する戦闘団を1944年9月10日に編成した。アイフェルのフォーゲルサンクに駐屯する地上攻撃を行う一つの飛行隊の元を訪れたときにヘルビッヒは敵航空機の機銃掃射を受けて重傷を負った。この傷が原因となりヘルビッヒは「ヘルビッヒ戦闘隊」（Gefechtsverband Helbig）と呼ばれる戦闘団の指揮権を第2爆撃航空団（KG 2）の航空団長ルドルフ・ハレンスレーベン（Rudolf Hallensleben）中佐に引き継がねばならなかった。大戦終結の少し前にヘルビッヒは、LG 1と第200爆撃航空団（KG 200）で構成される小規模な戦闘団の指揮を執った。「第4航空師団」の師団長フランツ・ロイス少将の命令により1945年4月30日にフィーゼラー Fi 156 シュトルヒ機の小編隊を率い、ベルリン＝ヴァンゼーまで飛行して少なくとも10名の高官を敵の包囲網の中から救出することになっていた。9機がベルリンへ向かい飛行したが、敵の厳重な対空砲火により任務遂行を諦めねばならなかった。
1945年5月3日にハンブルクが無防備都市宣言を宣言したためにLG 1/第I飛行隊は南ハンブルクにある拠点を放棄し、ハンブルクの北約30キロメートル (19 mi)のエルムスホルン近郊のバルムシュテットへ移動した。5月4日にヘルビッヒは航空団を離れ、連絡員としてフレンスブルク政府からの重要書類と秘密命令をチェコスロバキアにいる陸軍総司令部の新しい総司令官フェルディナント・シェルナー陸軍元帥へ届けるようにという命令を受けた。書類を届けた後の5月8日の夜早くに離陸し、赤軍の捕虜になることを避けるためにチェコスロバキアを脱出し西へ飛んだ。ヘルビッヒは米軍の捕虜となりゼンネラーガー捕虜収容所に入れられたが、ここを6月9日に脱走した。
戦後ヘルビッヒは民間人として生計を立て、ベルリンのシュルトハイス醸造所（Schultheiss-brewery）の支配人となった。ヨアヒム・ヘルビッヒは、スペインでの休暇に向かう途中で自動車事故にあい、2日後の1985年10月5日にマレンテで死去した。

## 受勲
- ナルヴィク盾章（Narvik Shield）[3]
- 戦傷章
  - 銀章[3]
- ドイツ十字章
  - 金章（1942年5月27日）：第77戦闘航空団／第I飛行隊の大尉として[30][31]
- 空軍前線飛行章
  - 金章（"400"回出撃記念ペナント付）[3]
- パイロット兼観測員章
  - ダイヤモンド付金章[32]
- 空軍名誉杯[3]
- 「アフリカ」カフバンドと「クレタ」カフバンド[3]
- 武功銀章（英語版）（Medaglia d'Argento al Valor Militare）[3]
- 鉄十字章（1939）
  - 2級（1939年9月16日）[33]
  - 1級（1940年6月20日）[33]
- 柏葉・剣付騎士鉄十字章
  - 騎士鉄十字章（1940年11月24日）：第1教導航空団/第4（爆撃）飛行中隊の中隊長の大尉として[34][35]
  - 柏葉 第64号（1942年1月16日）：第1教導航空団/第I（爆撃）飛行隊の飛行隊長の大尉として[34][36]
  - 剣 第20号（1942年9月28日）：第1教導航空団/第I（爆撃）飛行隊の飛行隊長の大尉として[34][37]
- 国防軍軍報（Wehrmachtbericht）に採り上げられること2回

### 国防軍軍報からの引用
| 日付          | 国防軍軍報のオリジナル原稿 | 和訳（英訳から転訳） |
| ------------- | --- | --- |
| 1942年5月13日 | Den im gestrigen Bericht des Oberkommandos der Wehrmacht gemeldeten erfolgreichen Angriff auf britische Zerstörer im Seegebiet südlich Kreta unternahm ein von Eichenlaubträger Hauptmann Helbig geführter Kampffliegerverband. Hauptmann Helbig versenkte selbst einen der feindlichen Zerstörer durch Bombenwurf. | 昨日報じた国防軍最高司令部発表のクレタ島南の海域での英海軍駆逐艦に対する攻撃の成功は、柏葉付騎士鉄十字章佩用のヘルビッヒ大尉率いる戦闘団により敢行された。ヘルビッヒ大尉自身の爆撃により1隻の駆逐艦を撃沈した。 |
| 1944年5月28日 | In den Kämpfen an der italienischen Front zeichneten sich Kampffliegerverbände unter Führung von Oberstleutnant Helbig und in den schweren Kämpfen am Liri-Abschnitt eine Flakabteilung unter Führung von Hauptmann Zimmermann besonders aus.                                                                       | ヘルビッヒ中佐が指揮する爆撃部隊がイタリア戦線の戦闘において、ツィマーマン（Zimmerann）大尉の率いる高射砲分遣隊がリリ地区（Liri-Abschnitt）において戦果を挙げた。                                               |

## 参照
出典
1. 1 2 3 4 5  Berger 2000, p. 121.
2. 1 2  Helden der Wehrmacht 2004, p. 84.
3. 1 2 3 4 5 6 7 8 9  Berger 1999, p. 120.
4. 1 2 3  Schumann 2007, p. 80.
5. ↑  Taghon 2004a, pp. 22, 23.
6. 1 2  Kurowski 1996, p. 34.
7. ↑  Kurowski 1996, p. 36.
8. ↑  Kurowski 1996, p. 37.
9. ↑  Kurowski 1996, p. 39.
10. ↑  Kurowski 1996, p. 40.
11. ↑  Kurowski 1996, pp. 40–43.
12. 1 2  Kurowski 1996, p. 47.
13. ↑  Kurowski 1996, p. 44.
14. ↑  Miller 1997, p. 35.
15. ↑  Kurowski 1996, pp. 51, 52.
16. 1 2  Kurowski 1996, p. 48.
17. ↑  Taghon (2004b), p. 11.
18. ↑  Williamson 2004, p. 46.
19. ↑  Taghon (2004b), p. 12.
20. ↑  Kurowski 1996, p. 56.
21. 1 2  Schumann 2007, p. 88.
22. ↑  Taghon 2004b, p. 231.
23. 1 2  Taghon 2004b, p. 286.
24. ↑  Taghon 2004b, p. 291.
25. 1 2 3  Kurowski 1996, p. 60.
26. ↑  Taghon 2004b, p. 372.
27. ↑  Kurowski 1996, p. 61.
28. ↑  Taghon 2004b, p. 439.
29. 1 2  Kurowski 1996, p. 62.
30. ↑  Patzwall & Scherzer 2001, p. 23.
31. ↑  Scherzer 2007, p. 199.
32. ↑  “Joachim Helbig”. TracesOfWar. 2010年1月27日閲覧。
33. 1 2  MacLean 2007, p. 229.
34. 1 2 3  Scherzer 2007, p. 378.
35. ↑  Fellgiebel 2000, p. 220.
36. ↑  Fellgiebel 2000, p. 57.
37. ↑  Fellgiebel 2000, p. 40.
38. ↑  Die Wehrmachtberichte 1939-1945 Band 2, p. 127.
39. ↑  Die Wehrmachtberichte 1939-1945 Band 3, p. 112.

参考文献
- Berger, Florian (2000). Mit Eichenlaub und Schwertern. Die höchstdekorierten Soldaten des Zweiten Weltkrieges. Selbstverlag Florian Berger. ISBN 3-9501307-0-5.
- Fellgiebel, Walther-Peer (2000). Die Träger des Ritterkreuzes des Eisernen Kreuzes 1939 – 1945.  Friedburg, Germany: Podzun-Pallas. ISBN 3-7909-0284-5.
- Kurowski, Franz (1996). Luftwaffe Aces. Winnipeg: J.J. Fedorowicz Publishing Inc. ISBN 0-921991-31-2.
- MacLean, French L. (2007). Luftwaffe Efficiency & Promotion Reports — For the Knight's Cross Winners. Atglen, Pennsylvania: Schiffer Military History. ISBN 978-0-7643-2657-8.
- Miller, David A. (1997). Die Schwertertraeger Der Wehrmacht: Recipients of the Knight's Cross with Oakleaves and Swords. Merriam Press. ISBN 1576380254.
- Schaulen, Fritjof (2003). Eichenlaubträger 1940 – 1945 Zeitgeschichte in Farbe I Abraham - Huppertz (in German). Selent, Germany: Pour le Mérite. ISBN 3-932381-20-3.
- Scherzer, Veit (2007). Ritterkreuzträger 1939 - 1945 Die Inhaber des Ritterkreuzes des Eisernen Kreuzes 1939 von Heer, Luftwaffe, Kriegsmarine, Waffen-SS, Volkssturm sowie mit Deutschland verbündeter Streitkräfte nach den Unterlagen des Bundesarchives (in German). Jena, Germany: Scherzers Miltaer-Verlag. ISBN 978-3-938845-17-2.
- Schumann, Ralf (2007). Die Ritterkreuzträger 1939–1945 des LG 1 (in German). Zweibrücken, Germany: VDM Heinz Nickel. ISBN 978-3-86619-013-9.
- Taghon, Peter (2004a). Die Geschichte des Lehrgeschwaders 1—Band 1—1936 – 1942 (in German). Zweibrücken, Germany: VDM Heinz Nickel. ISBN 3-925 480-85-4.
- Taghon, Peter (2004b). Die Geschichte des Lehrgeschwaders 1—Band 2—1942 – 1945 (in German). Zweibrücken, Germany: VDM Heinz Nickel. ISBN 3-925 480-88-9.
- Williamson, Gordon Williamson and Bujeiro, Ramiro (2004). Knight's Cross and Oak-Leaves Recipients 1939 – 40 — Volume 114 of Elite Series. Osprey Publishing. ISBN 1-84176-641-0.
- Die Wehrmachtberichte 1939 – 1945 Band 2, 1. Januar 1942 bis 31. Dezember 1943 (in German). München: Deutscher Taschenbuch Verlag GmbH & Co. KG, 1985. ISBN 3-423-05944-3.
- Die Wehrmachtberichte 1939-1945 Band 3, 1. Januar 1944 bis 9. Mai 1945 (in German). München: Deutscher Taschenbuch Verlag GmbH & Co. KG, 1985. ISBN 3-423-05944-3.
- Helden der Wehrmacht — Unsterbliche deutsche Soldaten (in German). München, Germany: FZ-Verlag GmbH, 2004. ISBN 3-924309-53-1.